# Survivor Series 1998
Survivor Series (1998) was een professioneel worstel-pay-per-view (PPV) evenement dat georganiseerd werd door de World Wrestling Federation (WWF, nu WWE). Het was de 12e editie van Survivor Series en vond plaats op 15 november 1998 in het Kiel Center in St. Louis, Missouri.

## Matches
| Nr. | Match | Winnaar(s)              | Opmerkingen                                                                                     | Bron  |
| --- | --- | ----------------------- | ----------------------------------------------------------------------------------------------- | ----- |
| 1D  | Too Much (Brian Christopher & Scott Taylor) vs. The Hardy Boyz (Jeff & Matt Hardy)                                 | Too Much                | Tag Team dark match.                                                                            | [ 1 ] |
| 2H  | The J.O.B. Squad (Bob Holly & Scorpio) (met Al Snow en Head) VS. The Legion of Doom (Animal & Droz)                | The J.O.B. Squad        | Tag team match Vooraf opgenomen op Heat.                                                        | [ 1 ] |
| 3H  | Val Venis vs. Tiger Ali Singh (met Babu)                                                                           | Val Venis               | Eén-op-één match. Vooraf opgenomen op Heat.                                                     | [ 1 ] |
| 4H  | Gangrel (met Christian en Edge) vs. Steve Blackman                                                                 | Gangrel                 | Eén-op-één match. Vooraf opgenomen op Heat.                                                     | [ 1 ] |
| 5   | Mankind vs. Duane Gill                                                                                             | Mankind                 | 1ste ronde.                                                                                     | [ 1 ] |
| 6   | Al Snow (met Head) vs. Jeff Jarrett (met Debra)                                                                    | Al Snow                 | 1ste ronde.                                                                                     | [ 1 ] |
| 7   | Stone Cold Steve Austin vs. Big Boss Man                                                                           | Stone Cold Steve Austin | 1ste ronde.                                                                                     | [ 1 ] |
| 8   | Steven Regal vs. X-Pac                                                                                             | N.V.T.                  | 1ste ronde.                                                                                     | [ 1 ] |
| 9   | Ken Shamrock vs. Goldust                                                                                           | Ken Shamrock            | 1ste ronde.                                                                                     | [ 1 ] |
| 10  | The Rock vs. Big Boss Man                                                                                          | The Rock                | 1ste ronde.                                                                                     | [ 1 ] |
| 11  | The Undertaker (met Paul Bearer) vs. Kane                                                                          | The Undertaker          | Kwartfinales.                                                                                   | [ 1 ] |
| 12  | Mankind vs. Al Snow (met Head)                                                                                     | Mankind                 | Kwartfinales.                                                                                   | [ 1 ] |
| 13  | The Rock vs. Ken Shamrock                                                                                          | The Rock                | Kwartfinales.                                                                                   | [ 1 ] |
| 14  | Sable vs. Jacqueline (c) (met Marc Mero)                                                                           | Sable (nc)              | Eén-op-één match voor het WWF Women's Championship met Shane McMahon als Special Guest Referee. | [ 1 ] |
| 15  | Mankind vs. Stone Cold Steve Austin                                                                                | Mankind                 | Halve finale.                                                                                   | [ 1 ] |
| 16  | The Rock vs. The Undertaker (met Paul Bearer)                                                                      | The Rock                | Halve finale.                                                                                   | [ 1 ] |
| 17  | The New Age Outlaws (Billy Gunn & Road Dogg) (c) vs. D'Lo Brown & Mark Henry vs. The Headbangers (Mosh & Thrasher) | The New Age Outlaws     | Triple Threat Tag Team match voor het WWF Tag Team Championship                                 | [ 1 ] |
| 18  | The Rock vs. Mankind                                                                                               | The Rock (nc)           | Toernooi finale voor het vacante WWF Championship.                                              | [ 1 ] |